# Chesapeake Beach
Chesapeake Beach is een plaats (town) in de Amerikaanse staat Maryland, en valt bestuurlijk gezien onder Calvert County.

## Demografie
Bij de volkstelling in 2000 werd het aantal inwoners vastgesteld op 3180.
In 2006 is het aantal inwoners door het United States Census Bureau geschat op 3479, een stijging van 299 (9,4%).

## Geografie
Volgens het United States Census Bureau beslaat de plaats een oppervlakte van
7,2 km², geheel bestaande uit land.

## Plaatsen in de nabije omgeving
De onderstaande figuur toont nabijgelegen plaatsen in een straal van 12 km rond Chesapeake Beach.